# Sielsowiet Chmielewo
Sielsowiet Chmielewo (biał. Хмелеўскі сельсавет, Chmieleuski sielsawiet; ros. Хмелевский сельсовет) – sielsowiet na Białorusi, w obwodzie brzeskim, w rejonie żabineckim, z siedzibą w Chmielewie.

## Demografia
Według spisu z 2009 sielsowiet Chmielewo zamieszkiwało 1313 osób, w tym 1063 Białorusinów (80,96%), 102 Polaków (7,77%), 84 Ukraińców (6,40%) i 64 Rosjan (4,87%).
1 stycznia 2023 sielsowiet Chmielewo zamieszkiwało 1062 osób, mieszkających w 492 gospodarstwach domowych. Największymi miejscowościami są Chmielewo (307 mieszkańców), Podlesie (259 mieszkańców), Saki (148 mieszkańców), Sokołowo (147 mieszkańców) i Demianicze (102 mieszkańców). Liczba mieszkańców każdej z pozostałych wsi nie przekracza 60 osób.

## Geografia i transport
Sielsowiet położony jest w północno-zachodniej części rejonu żabineckiego. Od południowego wschodu graniczy z Żabinką.
Przez sielsowiet przebiegają jedynie drogi lokalne. Jego skrajem biegnie droga republikańska R85.

## Miejscowości
- agromiasteczko:
  - Chmielewo
- wsie:
  - Bogdziuki
  - Demianicze
  - Lasoty
  - Podlesie
  - Rudka
  - Saki
  - Sieliszcze
  - Sokołowo